# Tecmo Super Baseball
Tecmo Super Baseball är ett basebollspel utgivet 1994 till SNES och Sega Mega Drive. Spelet innehåller alla dåvarande 28 MLB-lag. Dock har spelet bara MLBPA-licens, varför spelarna är de verkliga, men lagens "smeknamn" och logotyper. I stället bär lagen enbart namn efter sin hemort, på orter med två lag, som Chicago och New York skiljs lagen åt med "A" eller "N" i nament ("American League" och "National League").
Melodin som spelas på huvudmenyn är Take Me Out to the Ball Game från 1908.
Man kan välja mellan att spela försäsong, seriespel (baserat på 1994 års säsong) följt av slutspel och World Series, eller Superstar-match (fiktiv version av allstarmatch).

### Fotnoter
1. ↑  Composer information på SNES Music